# 七十二名泉

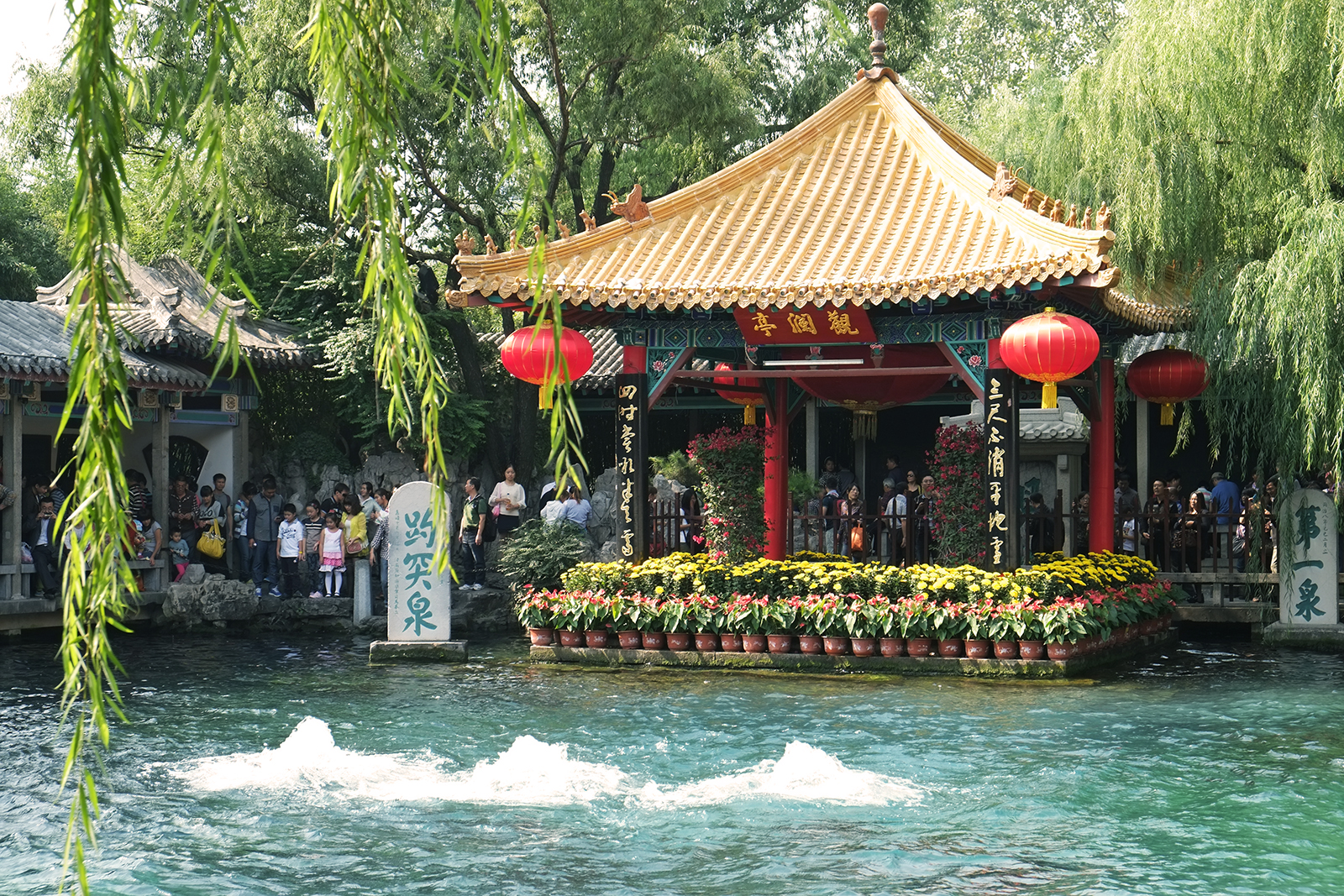
趵突泉有着七十二泉之首的美称

七十二名泉指的是有“泉城”之称的山东省济南市辖区内著名的七十二眼泉。这些泉一般是泉水比较旺盛，常年不停喷，而存在时间又相对较长的泉眼。
七十二名泉的说法始于大约700年前，金代有人立《名泉碑》，列举了济南72个名泉。历史上因为泉水的消亡和不断产生，七十二名泉不断地发生变更。
2003年12月6日，济南评出新的七十二名泉名录。

## 历史记载

### 元代
元代，于钦纂修《齐乘》，书中记录了72泉的名字和位置。

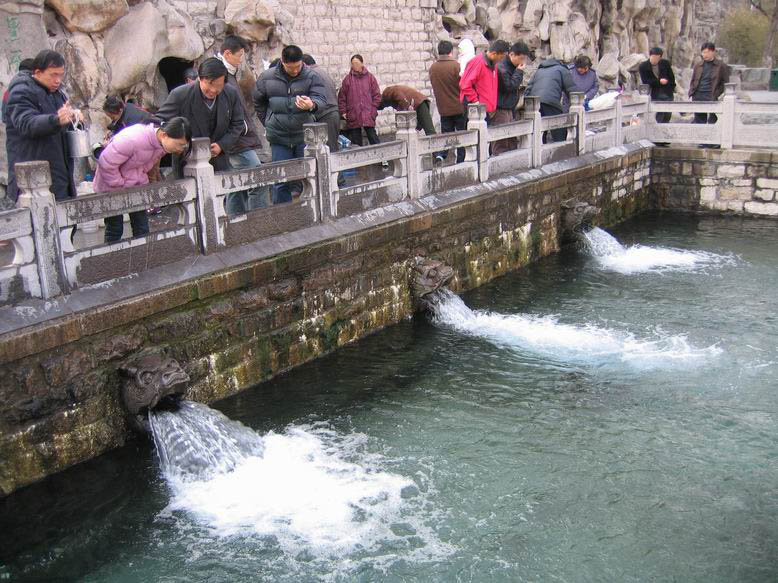
黑虎泉（2005年）

文载：历下名泉有：曰金线，趵突东。曰皇华、曰柳絮、曰卧牛，金线东。曰东高、曰漱玉，金线南。曰无忧、曰石湾，趵突南。曰酒泉、曰湛露，无忧西。曰满井、曰北煮糠，趵突北。曰北珍珠，白云楼前。曰散水、曰溪亭，北珍珠东。曰濯缨，北珍珠西。曰灰泉，濯缨西北。曰知鱼，灰泉东南。曰朱砂，灰泉西。府城内灰泉最大，自北珍珠以下皆汇于此，周围广数亩，当是大明湖之源也。曰刘氏，北珍珠西北。曰云楼，刘氏南。曰登州、曰望水，万竹园内。曰洗钵，登州东北。曰浅井、曰马跑，洗钵西南。曰舜泉，舜祠下。曰香泉，舜泉西。曰鉴泉，舜泉南。曰杜康，南舜庙。曰金虎、曰黑虎，李承务巷。曰东蜜脂，金虎西南。曰西蜜脂、东蜜脂西。曰孝感，孝感坊内。曰玉环，同知巷前，今县衙内。曰罗姑，塌竹巷东。曰混沙、曰灰池，城西南角场下。曰南珍珠，铁佛巷东。曰芙蓉，姜家亭前。曰滴水，又名清泉，西务北。曰灰湾、曰悬清，城西五龙堂东。日双桃，城西丁子街北。曰温泉，城西石桥北城下。曰汝泉，神通寺内。曰龙门，一名龙泉，神通寺东。曰染池，龙门东。曰悬泉，中宫东。曰都泉，中宫东南。曰柳泉、曰车泉，中宫东远东庄。曰煮糟，四里山南。曰炉泉，南山下。曰白虎，曰甘露，大佛山。曰林汲，佛峪内。曰白泉，王舍店北。曰金沙，曰白龙，龙洞山中。曰花泉，张马泊。曰独孤，灵岩寺。曰醴泉，黉堂岭北。曰浆水，盘龙镇东南。曰南煮糠，历山窝北。曰苦苣，柳埠东。曰熨斗，梨峪门家庄。曰鹿泉，石固寨。曰龙居，长城岭西。合趵突、百脉，总七十二。

### 明代
明代山东按察司佥事、诗人晏璧作《济南七十二泉诗》，对72泉，逐一吟咏。
诗中有13个泉名不同于《名泉碑》，新收录了泉公泉、白公泉、双女泉、北漱玉泉、南甘露泉、黑龙泉、鹿跑泉、胡桃泉、白花泉、明水泉、鱼池泉、县珠泉、道士泉。《名泉碑》中的朱砂、云楼、鉴泉、金虎、灰湾、汝泉、煮糟、炉泉、白虎、林汲、花泉、鹿泉、百脉等13个名泉未咏录。《名泉碑》中的漱玉、溪亭、知鱼、滴水、悬清、苦苣6泉，也分别改为南漱玉泉、王氏溪亭泉、知鱼池泉、清水泉、贤清泉、莴苣泉。另《名泉碑》中的独孤泉、醴泉，也由长清灵岩和章丘黉堂岑入到了历城天麻岭和康王山醴泉寺（又名四合寺）。

### 清代
清代，在济南任（同考官）职的文人郝植恭作《济南七十二泉记》中，又记有72个名泉。
但是不同的是泉名发生一定的变化，文中新记录了响泉、冷泉、胭脂泉、当道泉、菩萨泉、双忠泉、窦姑泉、腾蛟泉、虎泉、草泉、南叵罗泉、枪杆泉、试茶泉、琴泉、琵琶泉、印泉、锡杖泉、麻披泉、天镜泉、水帘泉、涌腾泉、团圆泉、避暑泉、冰冰泉、濋泉，计25处名泉。《名泉碑》和《济南七十泉诗》中的36处泉未收记。

## 近况

### 改造和破坏

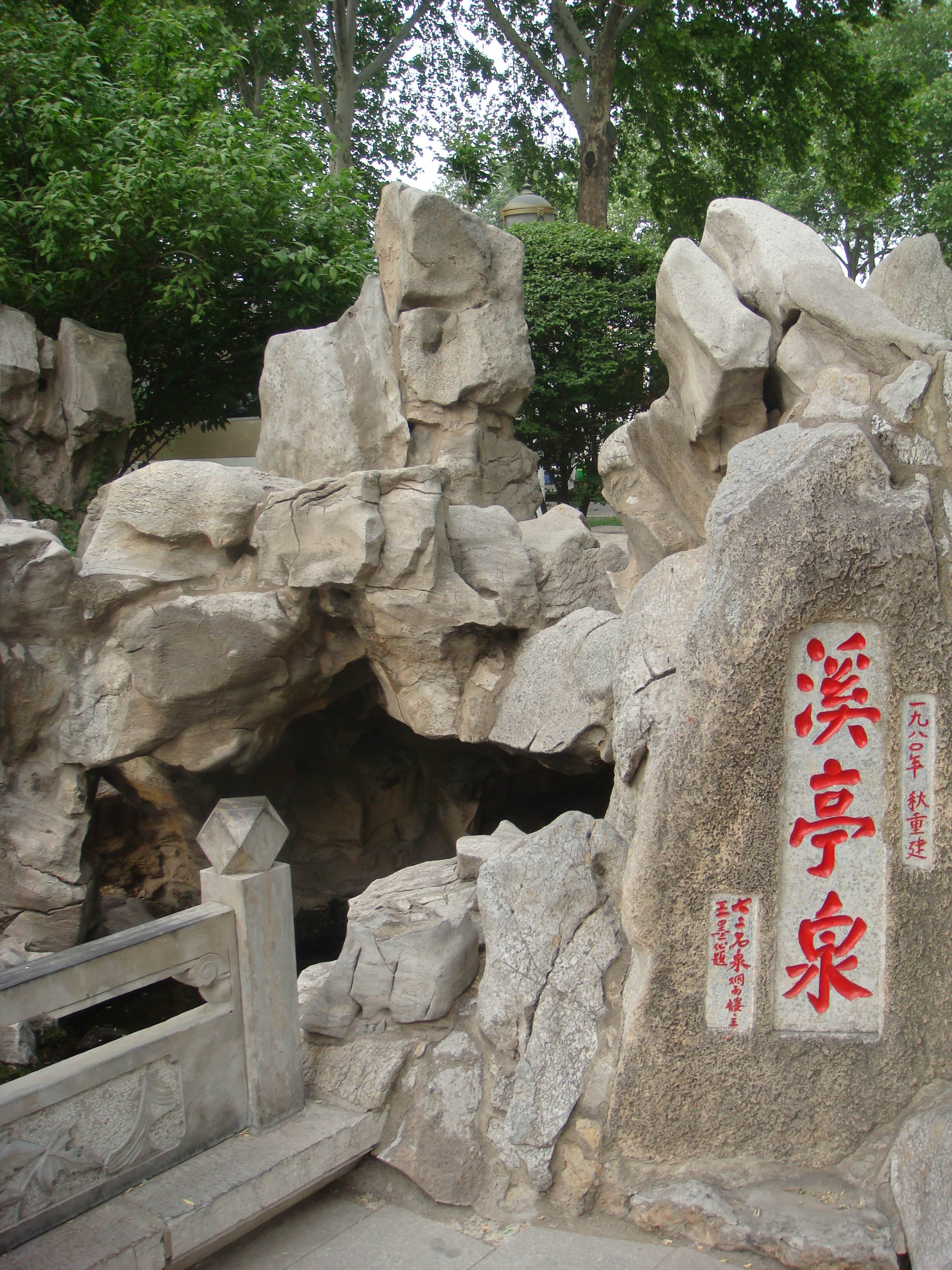
溪亭泉

在20世纪90年代初期，济南的泉水曾经遭受重大破坏。在进行工程建设时，由于负责人不合理、不科学的开发建设，毁坏了很多位于市内的泉脉，如修建三联商厦地下停车场时挖到泉脉，造成其下一处泉眼（孝感泉，旧七十二名泉之一，此泉现已消失）喷涌高达数米，持续数天之久，后施工队用抽水机连夜抽水后用水泥浇灌，才压住泉喷。然而与此同时市区内多处泉眼也同时停喷。
经七路（泺源大街）拓宽改造时，饮虎池（七十二名泉之一）原址遭到破坏，泉池消失。1993年回民小区改造时，施工队打地基挖到饮虎池泉脉，造成泉水涌出。使用水泥浇灌数日无效，形成一大水坑。1998年趵突泉扩建前，旁边的白色围墙内就是此水坑，经常有人在此垂钓。
又如，在改建大型商业街泉城路时，工地长期被挖掘出的泉水覆盖，但是有关部门依然执意进行，对部分泉水造成永久性破坏。这种现象直到2000年左右趵突泉出现长达一年之久的停喷时，才引起了政府领导的足够重视。

### 保泉运动

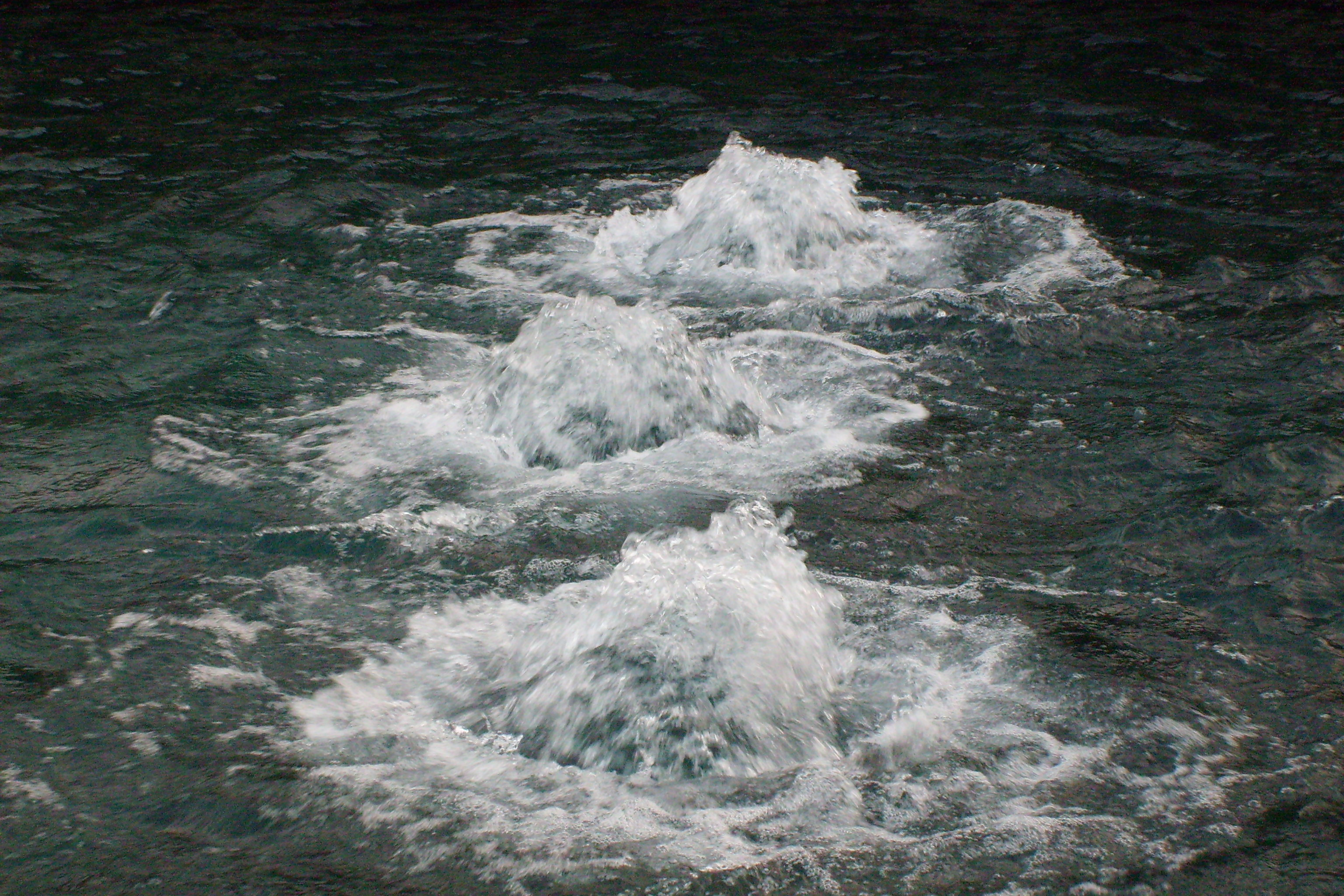
济南市的保泉运动最终获得胜利。这是2010年10月29日拍摄的趵突泉泉眼，当日地下水位达到29.6米。

进入2000年代，持续的干旱导致地下水补给不足，除此之外随着济南市区人口的增长，城市用水变得相当紧张。由于超量开采地下水，济南市一度出现地面下沉，地下水漏斗，导致各大泉群相继停喷长达近一年之久。为限制开采地下水，济南市政府临时成立了保泉办公室，以通过行政手段恢复泉城的原貌。市民也积极参与其中，关心七十二名泉和泉城文化的复苏。
各水厂和拥有私井的公司，单位被强制关闭了地下水开采口。虽然这一措施使得地下水位有所上升，但是地下水位仍达不到喷涌的高度。
2003-2004年，济南市邀请高校对市区地下水补给源通过微生物跟踪进行了勘测，发现南部主要河流锦阳川，锦绣川，东部浆水泉，北部黄河等对地下水都有补给作用，黄河因为是地表径流，所以它的补给作用最小。由此展开了有计划的水源补给计划。
2006年4月，济南市政府为挽救不断下跌的地下水位，确保泉水持续喷涌，发布了一套黄、橙、红水位应急预警系统，当水位跌至相应的警戒线时，调用济南南部山区水库中的水进行回灌补源，同时加大查封工厂私自采挖地下水的行为，此举有效遏制了水位的进一步下跌。
济南社会各界的努力最终获得了成功。2010年9月23日，趵突泉水位打破了1966年以来的最高水位纪录。值得一提的是，此时济南的泉水已连续喷涌七年不断流。
2021年10月7日，趵突泉地下水位达到30.04米，被认为是56年来最高地下水位。

#### 主要措施
- 兴修水利工程，减缓水流速度。
- 减少地下水开采。
- 2006年，有争议的西部河道防渗膜工程再次开工

## 现泉眼分布
新七十二名泉中，济南市区公园内有34处、历下区8处、历城区11处、市中区3处、天桥区1处、章丘市6处、长清区5处、平阴县4处。其中列三代七十二名泉的共44处，另外28处未曾列入。今已有28处被填埋或消失，至今能查找到的有85处。

## 泉群

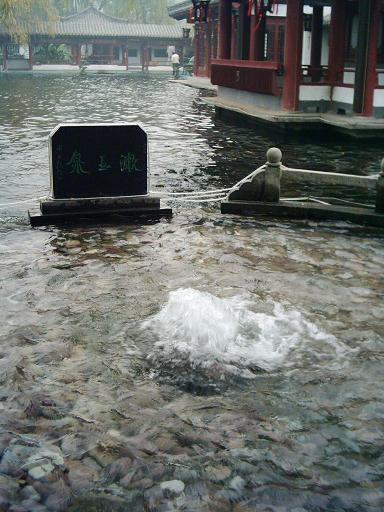
漱玉泉

市内四大泉群：
- 趵突泉泉群
- 黑虎泉泉群
- 珍珠泉泉群
- 五龙潭泉群

市郊五大泉群：
- 百脉泉群，有泉156处；
- 洪范泉群，有泉37处；
- 涌泉泉群，有泉115处；
- 袈裟泉群，有泉60处；
- 玉河泉群，有泉36处。

## 七十二名泉推荐名录

### 市区公园内

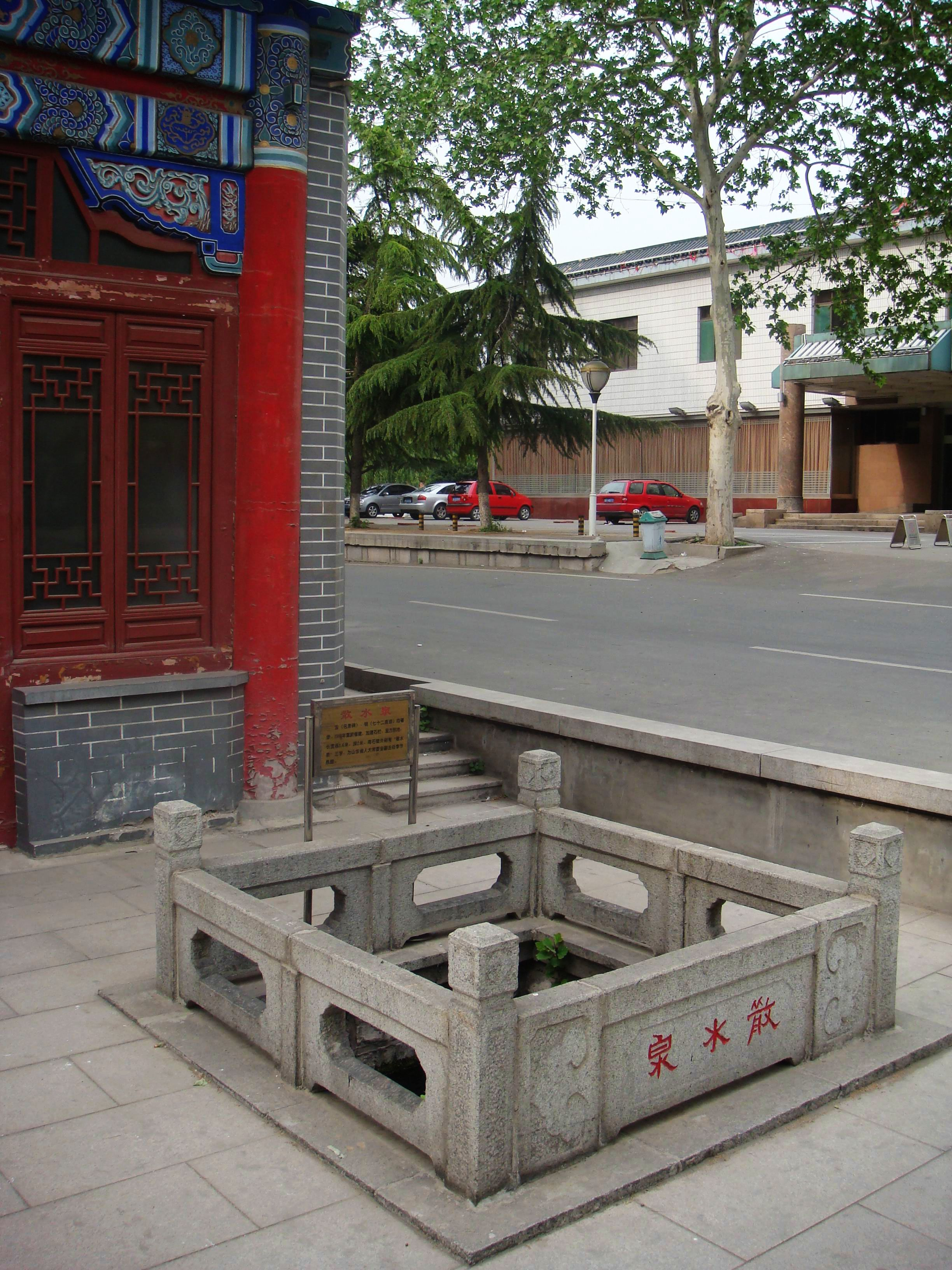
散水泉

趵突泉、金线泉、皇华泉、卧牛泉、柳絮泉、马跑泉、无忧泉、漱玉泉、石湾泉、湛露泉、满井泉、登州泉、杜康（北煮糠）泉、望水泉、琵琶泉、玛瑙泉、白石泉、九女泉、黑虎泉、五龙潭（灰湾泉）、古温泉、贤清泉、月牙泉、天镜泉、蜜脂泉、官家池、回马泉、虬溪泉、玉泉、濂泉、濋泉、珍珠泉、散水泉、溪亭泉。

### 历下区

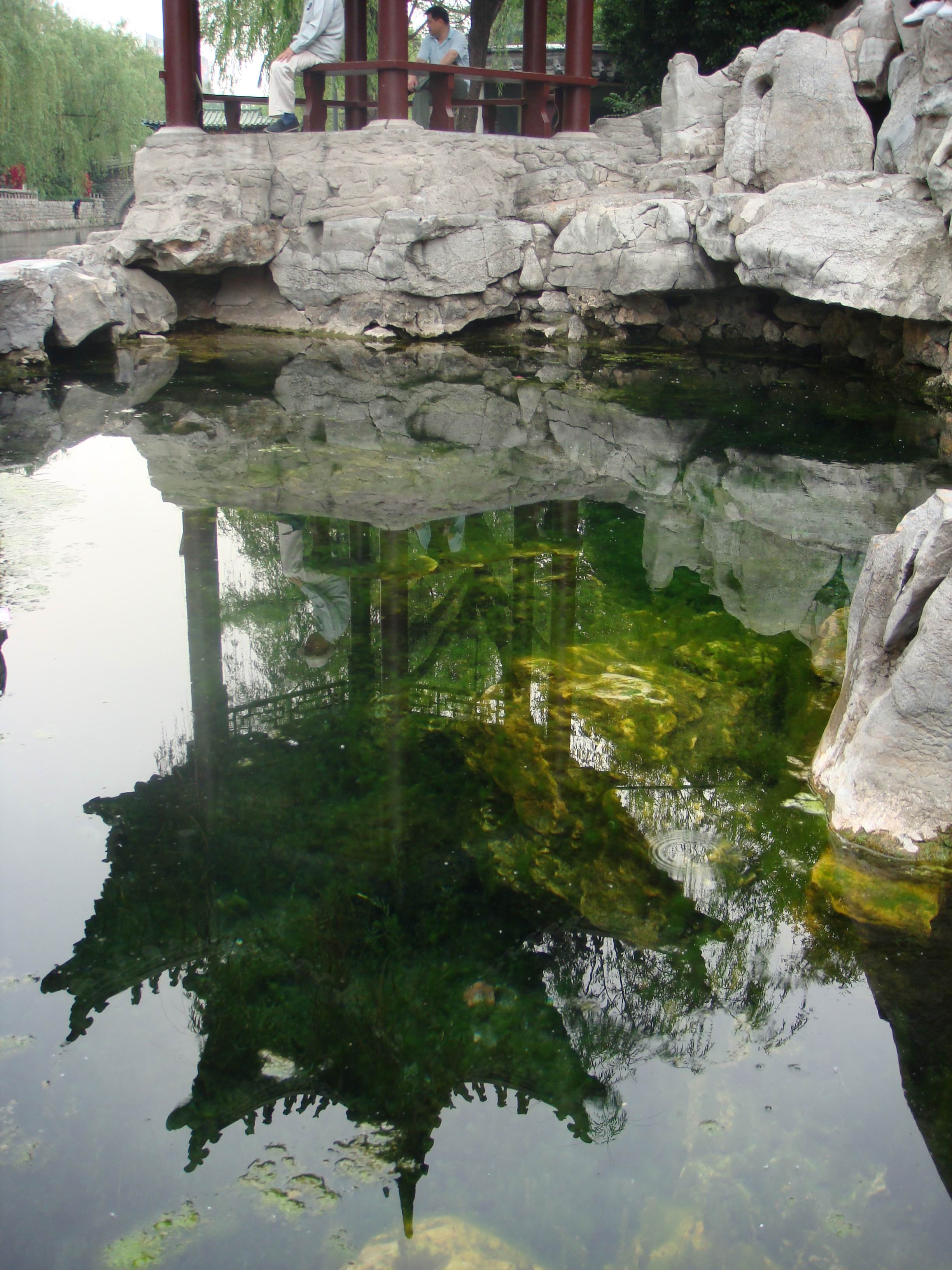
九女泉

8处：王府池子（濯缨泉）、芙蓉泉、玉环泉、舜井（泉）、腾蛟泉、双忠泉、砚池、浆水泉；

### 历城区
11处：涌泉、苦苣泉、避暑泉、泥淤（印度）泉、突泉、玉河泉、缎华泉、白泉、大泉、华泉、圣水泉；

### 市中区
3处：斗母（窦姑）泉、林汲泉、甘露泉；

### 天桥区
无影潭，建筑施工发现。

### 长清区
5处：双鹤泉、袈裟泉、檀抱泉、清泠泉、晓露泉

### 章丘区
6处：百脉泉、净明（明水）泉、龙泉、西麻湾、墨泉、梅花泉；

### 平阴县
4处：洪范池、东流泉、扈泉、日月泉。